# 増養殖研究所
増養殖研究所（ぞうようしょくけんきゅうじょ）は、かつて存在した国立研究開発法人水産研究・教育機構の研究所の一つ。食料自給率向上や日本の水産業維持のため、餌料・給餌法の開発や病害の防除など養殖の基礎研究を行う。略称は増養殖研。

## 所在地
| 庁舎       | 住所                                      | 部署 |
| ---------- | ----------------------------------------- | ---- |
| 南勢庁舎   | 三重県度会郡南伊勢町中津浜浦422-1（座標） | 本所 |
| 玉城庁舎   | 三重県度会郡玉城町昼田224-1（座標）       | 支所 |
| 上浦庁舎   | 大分県佐伯市上浦大字津井浦（座標）        |      |
| 南伊豆庁舎 | 静岡県賀茂郡南伊豆町石廊崎183-2（座標）   |      |
| 志布志庁舎 | 鹿児島県志布志市志布志町夏井205（座標）   |      |

## 研究組織
以下の5部構成となっている。
魚病研究センター
水産生物の病気や免疫についての研究開発
魚病診断・研修センター
水産生物の疾病の診断と病原体同定法の開発、およびその普及
育種研究センター
水産生物の育種についての研究開発
養殖システム研究センター
水産生物の栄養・飼餌料と飼養技術についての研究開発
ウナギ種苗量産研究センター
ウナギ種苗の大量生産についての研究開発

## 沿革
- 1906年: 宮内省御料局日光養魚場（現・日光庁舎）発足。
- 1941年: 農林省水産試験場上田分室（現・上田庁舎）が設置される。
- 1947年: 御料地の国有地化に伴い日光養魚場が林野庁に移管。
- 1949年: 農林省水産試験場を7つの海区に分離し、水産庁淡水区水産研究所として発足、上田支所と相模湖支所があった。日光養魚場を水産庁に移管。
- 1953年: 淡水区水産研究所が東京都南多摩郡日野町に移転。
- 1953年: 三重県賢島（志摩郡阿児町神明）に水産庁真珠研究所を設立。
- 1955年: 真珠研究所に大村支所を開設。
- 1964年: 日光養魚場を淡水区水産研究所日光支所として編入。東海区水産研究所が荒崎庁舎（現・横須賀庁舎）を開設。
- 1967年: 淡水区水産研究所の相模湖支所を廃止。国営栽培漁業センターの志布志事業場（現・志布志庁舎）を開設。
- 1979年: 淡水区水産研究所と真珠研究所を母体とし、三重県度会郡玉城町に水産庁養殖研究所（現・玉城庁舎）として開設。日光支所と大村支所を継承し、上田支所は東海区水産研究所に移管。栽培漁業センター志布志事業場は社団法人日本栽培漁業協会に統合。
- 1984年: 三重県度会郡南勢町に本所を移転（現・南勢庁舎）。
- 1988年: 社団法人日本栽培漁業協会が南伊豆事業場（現・南伊豆庁舎）を開設。
- 1995年: 大村支所を廃止。
- 2001年: 独立行政法人化により水産総合研究センター養殖研究所となる。
- 2003年: 日本栽培漁業協会の水産総合研究センターへの統合により、上浦・古満目・南伊豆・志布志事業場は上浦・古満目・南伊豆・志布志栽培漁業センターと改称。
- 2004年: 日光支所を中央水産研究所に移管。
- 2006年: 上浦・古満目栽培漁業センターを統合。
- 2011年: 中央水産研究所より日光庁舎、上田庁舎、横須賀庁舎を編入、南伊豆・志布志栽培漁業センターを統合し、増養殖研究所に改組。
- 2016年: 独立行政法人水産総合研究センターが水産大学校を統合し、国立研究開発法人水産研究・教育機構となる。日光庁舎、上田庁舎、横須賀庁舎を中央水産研究所に再移管。古満目庁舎を廃止。
- 2020年：水研機構の体制改革により、他の8研究所とともに水産技術研究所および水産資源研究所へと改組される。